# London Critics’ Circle Film Award/Beste britische Regie
Von 1992 bis 2011 wurden bei den London Critics’ Circle Film Awards die Besten britischen Regisseure geehrt.
Bisher war nur Mike Leigh zweimal mit seinen Filmen erfolgreich.

## Preisträger
Anmerkung: Die Preisverleihung bezieht sich immer auf Filme des vergangenen Jahres, Preisträger von 2007 wurden also für ihre Leistungen von 2006 ausgezeichnet.
| Jahr | Preisträger       | Film                                                            |
| ---- | ----------------- | --------------------------------------------------------------- |
| 1992 | Alan Parker       | Die Commitments (The Commitments)                               |
| 1993 | Neil Jordan       | The Crying Game                                                 |
| 1994 | Ken Loach         | Raining Stones                                                  |
| 1995 | Mike Newell       | Vier Hochzeiten und ein Todesfall (Four Weddings and a Funeral) |
| 1996 | Michael Radford   | Der Postmann (Il Postino)                                       |
| 1997 | Mike Leigh        | Lügen und Geheimnisse (Secrets & Lies)                          |
| 1998 | Anthony Minghella | Der englische Patient (The English Patient)                     |
| 1999 | John Boorman      | Der General (The General)                                       |
| 2000 | Lynne Ramsay      | Ratcatcher                                                      |
| 2001 | Stephen Daldry    | Billy Elliot – I Will Dance                                     |
| 2002 | Gurinder Chadha   | What’s Cooking?                                                 |
| 2003 | Christopher Nolan | Insomnia – Schlaflos                                            |
| 2004 | Peter Mullan      | Die unbarmherzigen Schwestern (The Magdalene Sisters)           |
| 2005 | Mike Leigh        | Vera Drake                                                      |
| 2006 | Joe Wright        | Stolz und Vorurteil (Pride & Prejudice)                         |
| 2007 | Stephen Frears    | Die Queen (The Queen)                                           |
| 2008 | Paul Greengrass   | Das Bourne Ultimatum (The Bourne Ultimatum)                     |
| 2009 | Danny Boyle       | Slumdog Millionär                                               |
| 2010 | Andrea Arnold     | Fish Tank                                                       |
| 2011 | Tom Hooper        | The King’s Speech                                               |